# Борис II
Борис II (болг. Борис II; 931—977) — царь Болгарии с 969 по 977 год, с 971 года находился в византийском плену, однако на родине продолжал считаться болгарским царём. Старший сын царя Петра I и царицы Ирины.

## Биография

### Начало правления
Борис родился в Константинополе в 931 году. О его жизни ничего неизвестно до 968 года, когда он в составе Болгарского посольства прибыл в Константинополь к Никифору II Фоке для заключения мира. Годом ранее по просьбе византийцев в Болгарию вторглись войска князя Святослава. Однако после разгрома болгарской армии, вместо того чтобы вернуться в Киев, русы захватили восточную (причерноморскую) часть Болгарии с городами Доростолом и Малым Преславом (в русских источниках — Переяславец), куда Святослав перенёс свою столицу. В итоге переговоров был заключён болгаро-византийский союз против Руси, а Борис и его брат Роман остались в Константинополе как заложники.
В 969 году, в результате второго поражения от русов, Петр I отрёкся от престола и византийцы отпустили Бориса, чтобы тот занял трон отца. Не в силах противостоять Святославу, новый царь заключил союз с русами. Дружины киевского князя продолжили наступление во Фракии, где в 970 году под Аркадиополем потерпели поражение. С этого момента византийцы под управлением нового императора Иоанна Цимисхия начали поход на север, во время которого осадили Преслав.

### В византийском плену

Византийский император Иоанн Цимисхий возвращается в Константинополь после победы над болгарами

Хотя болгары и русы вместе защищали город, византийцам удалось поджечь и захватить столицу. Борис II стал теперь почётным пленником Иоанна Цимисхия, который продолжил преследование русов до Доростола, утверждая, что действует как союзник и защитник Бориса. После того как Святослав и Цимисхий достигли мирного соглашения и князь направился в Киев, Иоанн Цимисхий с триумфом вернулся в Константинополь. Византийцы не спешили освобождать оккупированную Болгарию и в том же году император на торжественной церемонии лишил Бориса царских регалий, а восточная Болгария перешла под прямое византийское управление.
Хотя целью церемонии 971 года было символическое прекращение существования Болгарского царства, Византия не смогла утвердить своё правление в западной части Болгарии. В 977 году братья Борис и Роман бежали из плена в западную Болгарию. На границе Бориса из-за его греческого одеяния стражники приняли за византийского вельможу и убили.